# 圣雅各座堂 (芝加哥)

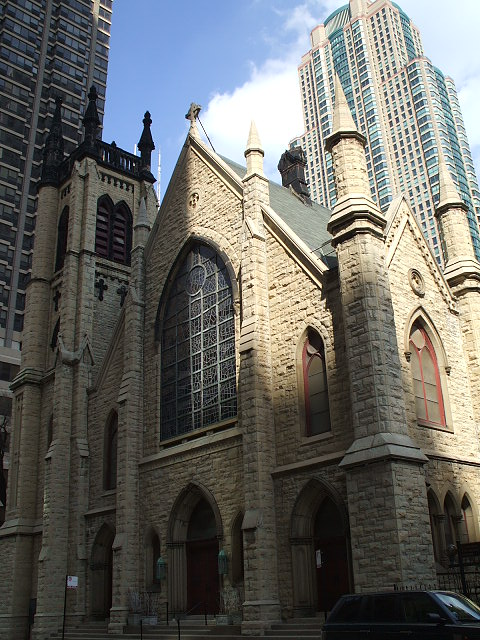
芝加哥圣雅各座堂

芝加哥圣雅各座堂（St. James Cathedral）位于美国芝加哥，是美国圣公会芝加哥教区的主教座堂。这是芝加哥地区第一座圣公会教堂。 教堂由圣公会芝加哥主教管理。
芝加哥圣雅各主教座堂与罗马天主教的芝加哥圣名主教座堂都位于芝加哥近北区的州街，构成芝加哥的“座堂区”。